# Ammonolyse
Ammonolyse ist eine der Hydrolyse analoge Reaktion, die technisch zur Herstellung von Aminen aus Ammoniak und einem Alkohol angewandt wird. In der Regel erhält man ein Gemisch aus primären, sekundären und tertiären Aminen, das durch Destillation oder Extraktion getrennt werden muss.
{\displaystyle \mathrm {R{-}OH+NH_{3}\ {\xrightarrow[{-H_{2}O}]{Kat.}}\ R{-}NH_{2}+R_{2}NH+R_{3}N} }
Anstelle der Alkohole können auch Alkylhalogenide der Ammonolyse unterworfen werden.

Die Aminolyse eines Esters (links) mit einem Amin (R^{3}–NH_{2}) liefert ein Amid (Carbonsäureamid) und den Alkohol (R^{2}–OH)

Die Reaktion von Ammoniak mit Säurehalogeniden, Säureanhydriden oder Estern führt zu Säureamiden und wird ebenfalls Ammonolyse genannt.

## Aminolyse
Analoge Reaktionen mit Aminen statt Ammoniak führen zu N-substituierten Säureamiden.